# Hydrometrinae
Sous-famille
Les Hydrometrinae sont une sous-famille d'insectes hémiptères hétéroptères (punaises), semi-aquatiques ou terrestres, de la famille des Hydrometridae et de l'infra-ordre des Gerromorpha. Elle comprend une douzaine de genres et environ 150 espèces, de répartition cosmopolite. 

## Description
Parmi les Hydrometridae (qui se caractérisent par un fréquent brachyptérisme, et dont la tête est allongée en arrière des yeux d'une longueur au moins supérieure au diamètre d'un œil, dont le quatrième segment antennaire n'est pas subdivisé par une zone membraneuse, et dont les tarses comptent 3 segments), les Hydrometrinae se caractérisent par 
- la longueur du premier article antennaire, quasiment égale ou plus courte que celle du deuxième article, et ne dépassant au plus qu'à peine l'apex de la tête, alors que dans les deux autres sous-familles (Heterocleptinae et Limnobatodinae), il est beaucoup plus long et dépasse de plus de la moitié de sa longueur l'apex de la tête ;
- une longueur du corps de minimum 6 mm, alors que dans les deux autres sous-familles, la longueur est de 3 à 5 mm ;
- un métasternum ne présente pas d'ostiole des glandes odoriférantes (présentes chez les deux autres sous-familles).

Leur corps est entièrement couvert d'une fine pilosité (micro- et macrotrichia). La partie de la tête en avant des yeux est très longue, toujours plus longue que le pronotum.

## Répartition
Les membres de cette sous-familles sont répartis sur l'ensemble des continents (sauf l'Antarctique), avec la plus grande répartition dans les régions tropicales. Trois genres sont endémiques des îles Marquises, Chaetometra, Dolichocephalometra, et Marquesametra. 
En Europe, seules deux espèces sont présentes, du genre Hydrometra, H. stagnorum et H. gracilenta, toutes deux présentes en France, en Suisse et en Belgique. 
L'Afrique en compte près d'une trentaine d'espèces, toutes dans le genre Hydrometra. 
Au Québec, seule l'espèce Hydrometra martini est présente. 

## Biologie
Le corps et les appendices sont particulièrement allongés, une adaptation biologique. Les Hydrometra ont la faculté de marcher à la surface de l'eau.  
Ces punaises sont carnivores et se nourrissent de larves d'insectes aquatiques, d'ostracodes et de collemboles. Elles ne retiennent pas leurs proies par leurs pattes antérieures, très fines, et qui ne le permettent pas, mais uniquement avec leur rostre piqueur.  
Les Hydrometra chassent à vue en se promenant au bord ou à la surface d'eau stagnantes, ou dans des graviers de bord de rivière. Certaines espèces de Polynésie et de Madagascar sont terrestres, et habitent dans les forêts humides d'altitude,. Des espèces néotropicales (d'Amérique du Sud) se rencontrent dans des petits torrents, et deux espèces ont été découvertes dans des grottes, avec des adaptations (réduction des yeux et disparition des ailes), et trouvés sur la boue du sol, le bas des murs ou une stalactite humide.  
Dans les zones nordiques, où l'hibernation est nécessaire à la survie, ce sont les adultes qui hibernent,.

## Systématique
La famille des Hydrometridae avait été établie par l'entomologiste suédois Gustav Johan Billberg dès 1820. Pendant longtemps, jusqu'aux années 20 et 30 du XXe siècle, seules des espèces du genre Hydrometra avaient été découvertes, et par conséquent des subdivisions en sous-familles ne se justifiaient pas. Les nouvelles espèces distinctes découvertes ensuite n'ont pas toujours été classées immédiatement dans les Hydrometridae. La division de ceux-ci en trois sous-familles est donc tardive et est confirmée par les travaux de l'entomologiste Nils Møller Andersen (d) entre 1977 et 1982,.  
Au sein de la sous-famille, on compte neuf genres actuels, et près de 150 espèces. Presque 80% de celle-si sont comprises dans le genre Hydrometra. La plupart des autres genres sont monospécifiques.   
Les deux genres cavernicoles sud-américains, Cephalometra et Spelaeometra, sont placés actuellement dans les Hydrometrinae, mais pourraient, en fonction de leurs caractéristiques particulières, être placés différemment.  
On rencontre les taxons les plus archaïques du groupe en Polynésie. Selon une hypothèse de John (d) et Dan Polhemus (d), la raison en serait qu'avec la faible concurrence d'autres espèces, du fait de leur isolement géographique insulaire, elles ont pu se perpétuer sans devoir beaucoup évoluer, au contraire des espèces des régions où la compétition était beaucoup plus forte.  

### Fossiles
On a retrouvé plusieurs genres et espèces fossiles d'Hydrometrinae. Les plus anciens remontent à l'Aptien tardif (Crétacé inférieur, à entre −122 et −112 millions d'années). Ils ont été trouvés notamment dans la formation de Crato, au Brésil, dans de l'ambre de Birmanie et d'autres formations. Ces découvertes laissent penser que la première diversification des Hydrometridae a eu lieu au Crétacé inférieur. Le plus ancien représentant du genre actuel Hydrometra a été trouvé dans de l'ambre de la Baltique et remonte au Priabonien (entre −38 et −34 millions d'années).  
La grande majorité des noms de genres d'Hydrometrinae, tant actuels que fossiles, sont formés avec le suffixe -metra, du grec μέτρον, métron (« mesure, instrument pour mesurer »), manière d'indiquer cette appartenance aux Hydrometrinae, Hydrometra signifiant « mesureurs aquatiques », manière de qualifier leur démarche semblant mesurer l'eau sur laquelle ils marchent.  

### Liste des genres
Selon BioLib (4 octobre 2023), complété à partir de publications récentes :
- genres actuels
  - Bacillometra Esaki, 1927
  - Bacillometroides J. Polhemus and D. Polhemus, 2010
  - Cephalometra D. Polhemus & Ferreira, 2018
  - Chaetometra Hungerford, 1950
  - Dolichocephalometra Hungerford, 1939
  - Hydrometra Latreille, 1796
  - Marquesametra D. A. Polhemus, 2022
  - Prohydrometra D.A.Polhemus, 2022
  - Spelaeometra D. Polhemus & Ferreira, 2018
- genres fossiles
  - †Burmametra Huang, Garrouste, Azar, Engel & Nel, 2015
  - †Christometra Pêgas, Leal & Damgaard, 2017
  - †Cretaceometra Nel & Popov, 2000
  - †Eocenometra Andersen, 1982
  - †Incertametra Perez Goodwyn, 2002
  - †Limnacis Germar & Berendt, 1856
  - †Metrocephala Popov, 1996
  - †Palaeometra Andersen, 1998
  - †Protobacillometra Nel & Paicheler, 1993

## Galerie

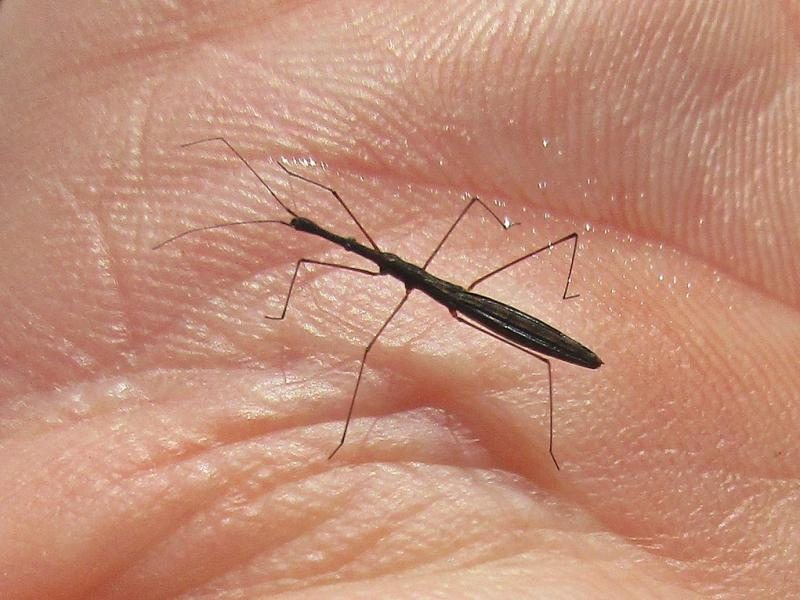
Hydrometra stagnorum dans une paume, montrant sa petite taille.
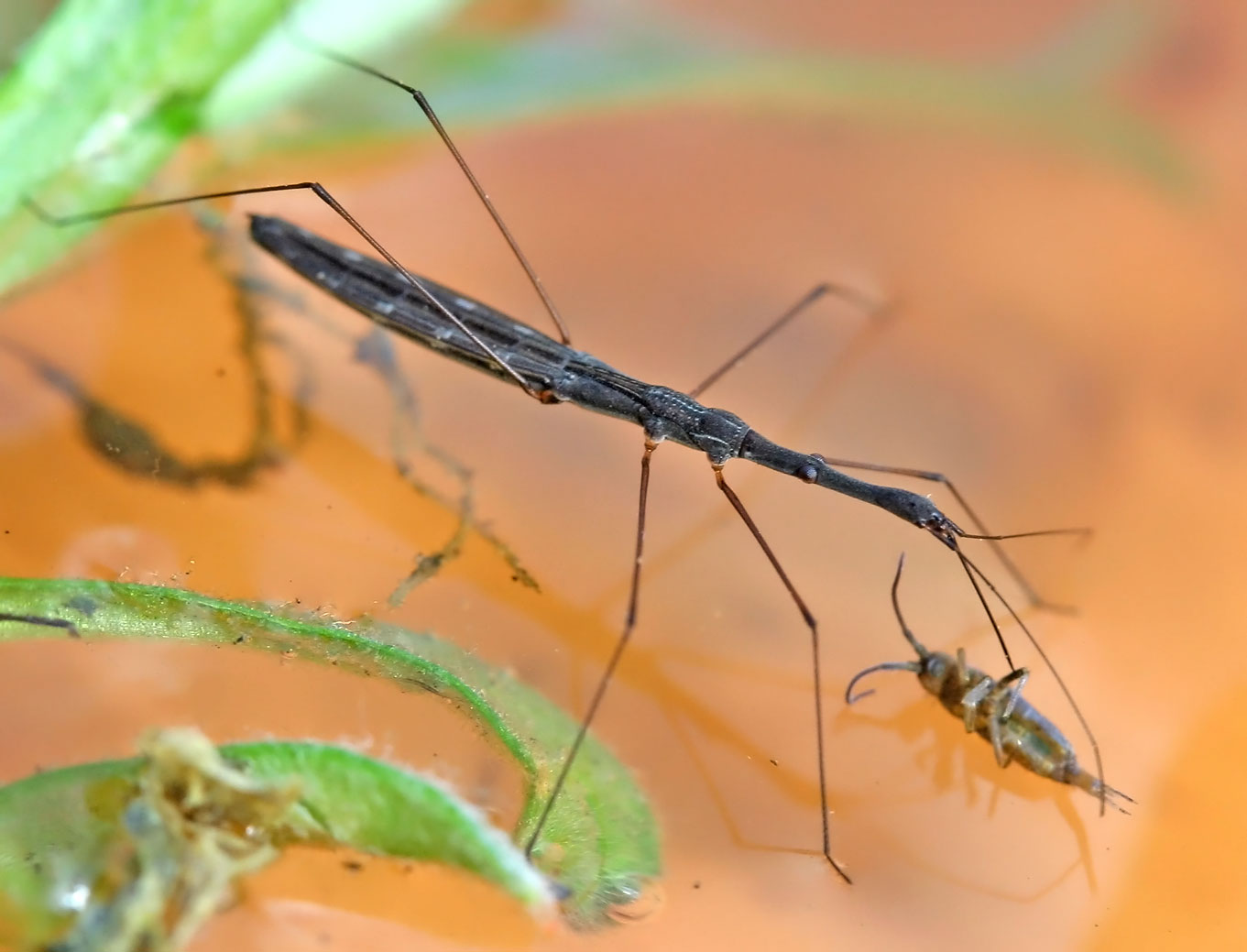
Hydrometra stagnorum en train de déguster un collembole.
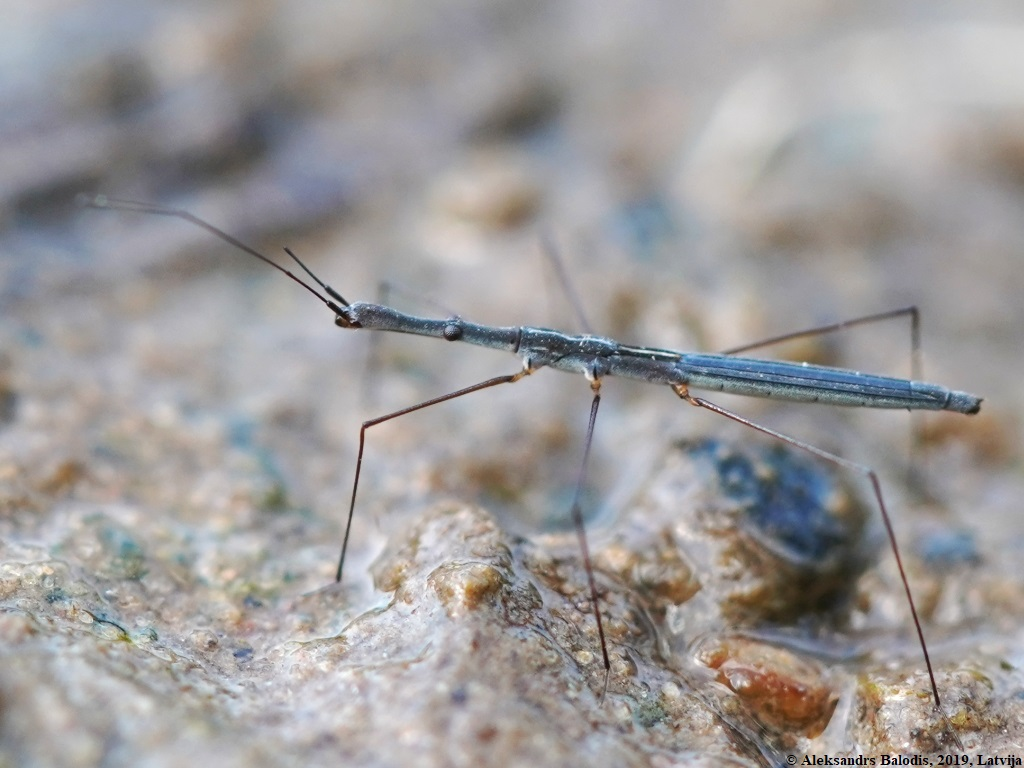
Hydrometra gracilenta, autre espèce européenne.
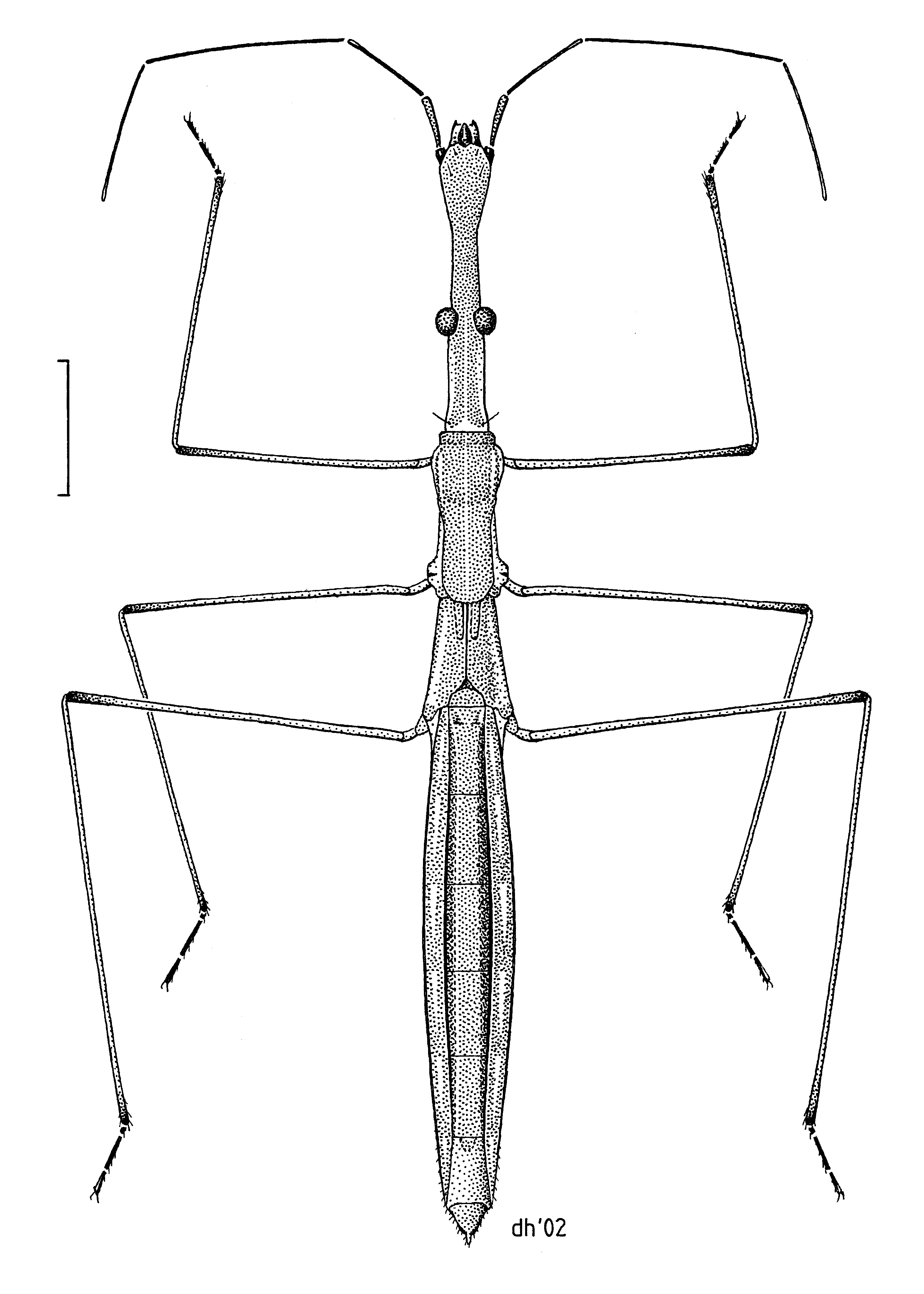
Hydrometra strigosa, espèce australienne, dessin de Des Helmore.
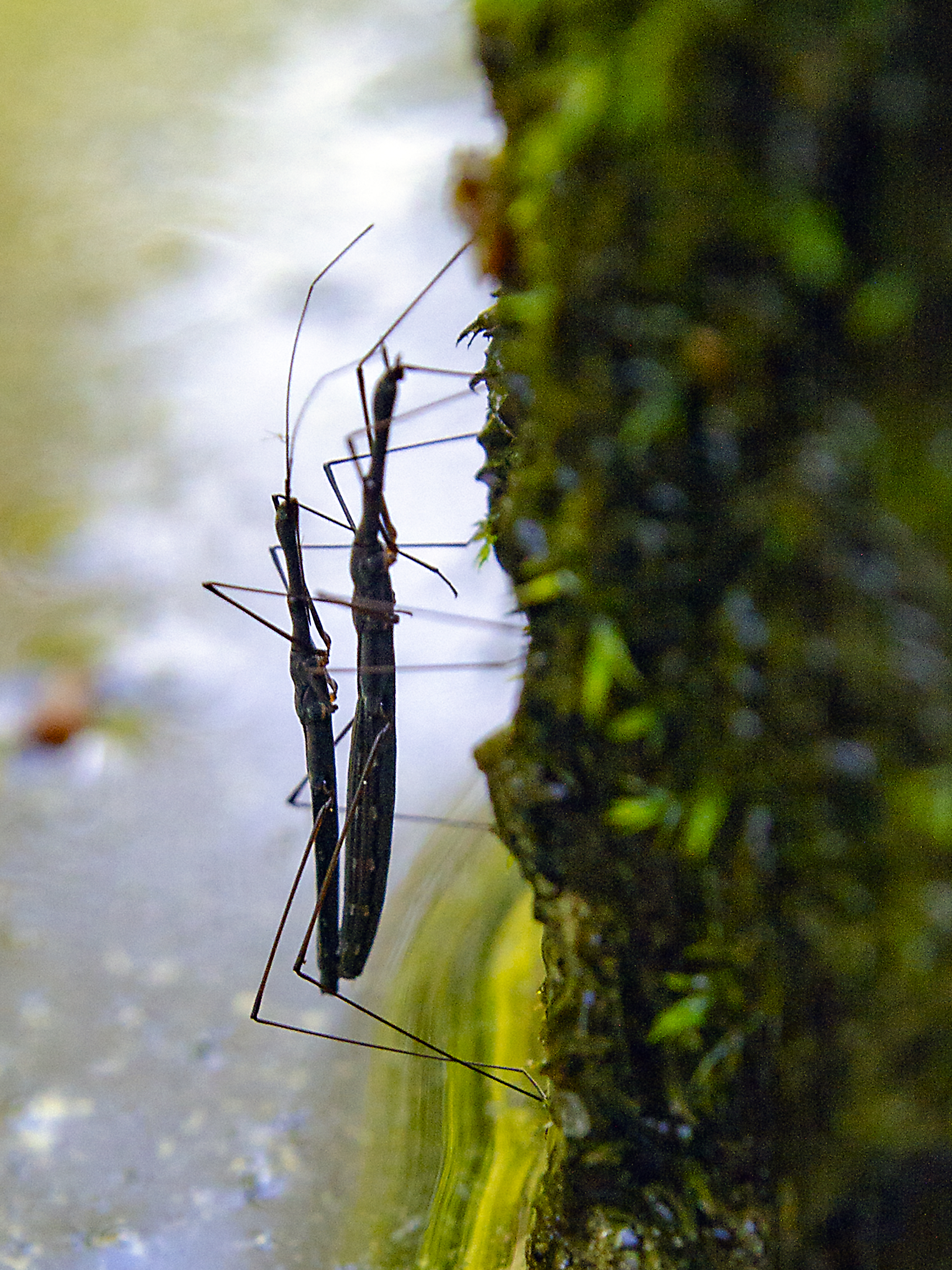
Accouplement chez H. stagnorum, Allemagne.